# La reina del desierto
La reina del desierto (título original: Queen of the Desert) es una película biográfica estadounidense de drama dirigida por Werner Herzog y basada en la vida de la viajera británica Gertrude Bell. Está protagonizada por Nicole Kidman, James Franco, Damian Lewis y Robert Pattinson. Se estrenó el 6 de febrero de 2015 en el Festival Internacional de Cine de Berlín, pero no en el resto del mundo hasta el 14 de abril de 2017.
La película fue duramente criticada por los expertos, principalmente por el guion, la dirección y el montaje. No obstante, las actuaciones del elenco tuvieron comentarios positivos, especialmente las de Kidman y Pattinson. En el sitio Rotten Tomatoes tuvo un índice de aprobación del 18%, mientras que en Metacritic sumó 39 puntos de 100. Además de ello, Queen of the Desert fue un fracaso en taquilla tras solo recaudar un millón y medio de dólares estadounidenses frente a un presupuesto de 36.

## Reparto
- Nicole Kidman como Gertrude Bell
- James Franco como Henry Cadogan
- Damian Lewis como Charles Doughty-Wylie
- Robert Pattinson como T. E. Lawrence
- Christopher Fulford como Winston Churchill
- Mark Lewis Jones como Frank Lascelles
- Jenny Agutter como Florence Bell
- Holly Earl como Cousin Florence
- Beth Goddard como Aunt Lascelles
- Michael Jenn como R. Campbell Thompson
- Assaad Bouab como Sheikh
- Jay Abdo como Fattouh
- David Calder como Hugh Bell
- Nick Waring como Mark Sykes
- Sam Kanater como Dulaim
- Sophie Linfield como Judith Doughty-Wylie
- William Ellis como Conde de Chester
- John Wark como Arnold Runcie
- Younes Bouab como Rey Fáysal
- Fehd Benchemsi as Ibrahim
- Ismael Kanater como Dulaim
- Anas Chrifi como Emir

## Producción
Inicialmente la película iba a ser protagonizada por Naomi Watts como Gertrude Bell y Jude Law como Cagodan, pero debido a conflictos de agenda, fueron reemplazados por Nicole Kidman y James Franco, respectivamente. Al respecto, Kidman se mostró entusiasmada por el papel debido a la relevancia histórica del personaje y símbolo del poder femenino. Posteriormente se incorporaron al elenco Robert Pattinson y Damian Lewis.
El rodaje de la película inició el 20 de diciembre de 2013, con Werner Herzog grabando varias tomas sin elenco en los desiertos de Marruecos y Jordania. Las escenas con elenco comenzaron a rodarse el 13 de enero de 2014 y se extendieron hasta el 26 de febrero del mismo año, cuando la producción se trasladó a Londres y concluyó oficialmente el 6 de marzo. Se tuvieron que recurrir a más de 50 actores aparte del elenco principal, al menos 1500 extras y 65 dobles de acción, todos de nacionalidad marroquí.

## Estreno
La película se estrenó el 6 de febrero de 2015 en el Festival Internacional de Cine de Berlín. Posteriormente se estrenó en los cines de Alemania el 3 de septiembre del mismo año. También hubo una proyección especial en el festival del American Film Institute en noviembre. Tras la falta de interés por parte de varios distribuidores, finalmente IFC Films adquirió los derechos y estrenó la película en algunos cines del mundo el 14 de abril de 2017, más de dos años después de su estreno inicial.

## Recepción

### Recibimiento comercial
Queen of the Desert recaudó $1 592 853 a nivel mundial, contra un presupuesto de $36 millones.

### Comentarios de la crítica
Queen of the Desert recibió malas críticas por parte de los expertos. En el sitio Rotten Tomatoes tuvo un índice de aprobación del 18% basado en 78 reseñas profesionales. El consenso del sitio fue: «Queen of the Desert une un innegable talento profesional, pero es difícil diferenciarlos o entender cómo su función en la vida real se convirtió en un desastre». En Metacritic sumó 39 puntos de 100 sobre la base de 18 críticas.
Peter Bradshaw de The Guardian la calificó con dos estrellas de cinco y criticó la falta de desarrollo de personajes, particularmente la protagonista, que «no muestra ira, amor o tristeza en ningún momento». De igual forma, criticó la edición y el guion por ser «repetitivo». Adam Graham del periódico The Detroit News dijo: «A pesar de los mejores esfuerzos de Kidman, casi nada conecta a un nivel emocional, y la película transcurre tan lentamente como la arena de un reloj. Queen of the Desert es una película tan seca como el Sahara». J.R. Jones de Chicago Reader expresó: «Gertrude Bell fue una extraordinaria figura, bien representada con Kidman, pero Werner Herzog, dirigiendo su propio guion, estructuró vagamente su historia alrededor de sus relaciones íntimas con los hombres, todos interpretados por actores atractivos con los que Kidman no conecta». Angelica Jade Bastien de RogerEbert.com le dio solo una estrella de cinco y sostuvo que: «Queen of the Desert está tan enfocada en las relaciones amorosas de Bell que falla en desarrollar cualquier otra cosa, uno de sus mayores errores es que no explica cuál es su ambición. Esta película demuestra qué tan aburrida pueden ser las biografías cuando se olvidan de su centro principal que en algún momento fue solo un humano con sueños, pecados y contradicciones. La gente se siente atraída por estas historias no para ver lo hermosamente recreados que están los hechos que pueden buscar en Wikipedia sino para tener una visión íntima de los humanos que hicieron historia».